# Jacques-Alain Raynaud
Pour les articles homonymes, voir Raynaud.
Jacques Alain Raynaud, né le 29 novembre 1942 à Mazamet, (Tarn), est un grand reporter, journaliste et réalisateur de films.

## Biographie
La carrière de Jacques Alain Raynaud a véritablement commencé avec le premier film tourné sur le Bhoutan, "La première route".
Les reportages sur l’Himalaya, le Sikkim, encore protectorat indien, le face à face sino-indien au Col de Nathula, l’interview du dalaï-lama à Dharamsala.

## Réalisation et grand reportage à l'ORTF
- Les Kurdes
- Le Sikkim
- Les différentes crises du Liban
- Les Palestiniens
- La Syrie
- Chinois
- Le Bengla-Desh
- Le Dalai-Lama
- etc.

Jacques Alain Raynaud réalise un reportage sur les Kurdes en première page du journal "Le Monde" (date ?) fruit de deux mois passés dans les maquis irakiens avec les Peshmergas, les guérilleros kurdes et de la rencontre avec Mollah Mustapha Barzani et son fils Massoud Barzani.
Il participe à la création de Sipa Press (avec Gökşin Sipahioğlu) [réf. nécessaire].
Il traite divers sujets sociaux, puis réalise le film Malcolm is Dead avec Archie Shepp et celui sur le "Festival pop d'Amougies" (Belgique).
Il participa à l'activité cinématographique du Journal Vie Publique, et à la mise en place d'une première tentative de télévision privée, Télécommune avec Guy Sorman et Serge Siritzky.
Il passa à la production cinématographique et au 35 m/m, entre chez Gaumont, devient réalisateur du GIE "Information et communication" (GIE Gaumont-Pathé-Publicis). Il est réalisateur du Magazine Gaumont avec Daisy de Galard.
Quelques titres :
- Métiers d'homme
- Aujourd'hui pour demain
- Capitaine sans uniforme
- Vivre en région parisienne
- Il était une fois ...le Maroc
- La violence et la Passion
- Le courant du progrès
- Le geste et la clameur
- Ces arbres qu'on abat (En Syrie)
- Hier et demain
- A+B = Rer
- Les rendez-vous du quotidien
- Électricité sur mesure
- Le prix du silence ou silence on cherche
- Roland Garros : Mémoire d'un stade
- Emilio Munoz
- Hourra oury
- etc.

## L'époque Scope 2
À partir de 1980, il crée Scope 2, une société de production qui développera ensuite un département communication puis un département d'édition et la création de sites Internet. Scope 2 cherchait à développer un état d'esprit fait d’approche journalistique des sujets, d’une écriture télévisuelle ou cinématographique, pour toutes ses productions : rigueur, modernité, responsabilité éditoriale[réf. nécessaire]. 
Scope 2 édite également une collection de DVD, la collection des regards composée de grands documentaires comme de films de fiction. Une collection qui vise à apporter le regard [réf. nécessaire]
Les deux premiers numéros :
- 100 ANS de finales (long métrage de 1 h 55). Portrait du rugby à XV français à travers la conquête du Bouclier de Brennus.
- Les yeux dans le noir (long métrage de 1 h 30). Un regard sur la tauromachie en France, les férias et les passions qu’elles ont engendrées : drames, joies et polémiques. Par la sensibilité de ses images, par la passion qu’exprime un ancien torero, par l’espérance inquiète d’un homme pour son jeune frère descendu dans l’arène, par le respect et la lucidité de l’approche cinématographique, des gestes, du sable et du sang, ce portrait est surtout une réflexion aiguë sur un rite qui est aussi un spectacle sportif que l’on juge trop superficiellement cruel[5].

Avec en complément de programme sur le DVD :
- Des gestes, du sable et du sang. Ce film tourné en 35 m/m raconte l’histoire de deux frères, Alain et Christian Montcouquiol, NIMENO I et NIMENO II. Il a obtenu un 7 d'or, le label qualité CNC et la sélection aux Oscars d'Hollywood.

Sorties en 2007 :
- Brennus, les rebonds de l’Ovale
- Du rouge dans le noir ou les toros de nos vingt ans
- La peinture et le verbe, voyage dans la figuration narrative
- La mer et les étoiles, les idoles des houles
- Bouhan ou le Dragon revisité…